# Javier Vargas
Javier Vargas (Guadalajara, 22 novembre 1941) è un ex calciatore messicano, di ruolo portiere.

## Carriera
Con la Nazionale messicana ha preso parte ai Mondiali 1966.

## Palmarès

### Club

#### Competizioni nazionali
- Coppa del Messico: 1

Atlas: 1967-1968